# Джагатсингхпур
Джагатсингхпур (англ. Jagatsinghpur) — город в индийском штате Орисса. Административный центр округа Джагатсингхпур. Средняя высота над уровнем моря — 15 метров. По данным всеиндийской переписи 2001 года, в городе проживало 30 688 человек, из которых мужчины составляли 52 %, женщины — соответственно 48 %. Уровень грамотности взрослого населения составлял 75 % (при общеиндийском показателе 59,5 %). Уровень грамотности среди мужчин составлял 81 %, среди женщин — 69 %. 10 % населения было моложе 6 лет.